# ایبریا ایرلاین
شرکت هواپیمایی ایبریا (به انگلیسی: Iberia airline) به‌طور کامل شرکت هواپیمایی ایبریا اسپانیا (به اسپانیایی: Iberia Líneas Aéreas de España) شرکت هواپیمایی حامل پرچم اسپانیایی است که پایگاه اصلی آن در مادرید قرار دارد.